# Милодраг Станојевић
Милодраг Станојевић (Баден, 7. децембар 1970 — Корита, код Липика, 23. новембар 1991) био је потпоручник Југословенске народне армије (ЈНА).

## Биографија
Милодраг Станојевић рођен је 7. децембра 1970. године у Бадену у Аустрији, гдје је живио до своје шесте године, када се са породицом преселио у село Котурови под Козаром. Отац Ђуро и мајка Милица поред њега имали су још три кћерке.

## Војна каријера
У јуну 1991. године Збор народне гарде (ЗНГ) заузео је низ општина и мјеста са већинским српским становништвом на територији Српске аутономне области Крајина. Као одговор, ЈНА је, 30. јуна 1991, наредила мобилизацију 5. бањалучког корпуса са циљем да се уђе у Социјалистичку Републику Хрватску и заштити српско цивилно становништво, које се нашло на удару. Међу борцима ЈНА који су тих дана мобилисани налазио се и Милодраг Станојевић.
Иако је већина бораца са простора Козарске Дубице била мобилисана у 11. партизанску, касније Дубичку бригаду, Милодраг је био на дужности у 43. приједорској бригади. Поред тога што је био веома млад, због храбрости показане на ратишту унапријеђен је у потпоручника и дата му је команда над четом. Саборци су га описивали као изузетно скромног и невјероватно храброг, што је и показао неколико пута. Посебно је остао запамћен подвиг када је у селу Ловска, 19. октобра 1991. године, сам истрчао пред непријатељску колону и том приликом заробио два тенка, једно оклопно возило и командира ЗНГ.
Погинуо је 23. новембра 1991. године бранећи положаје у селу Корита, у близини Пакраца.
Постоји једна, истина непотврђена, прича да је Милодраг у селу Ловска упознао једну дјевојку, те да се из тог разлога заштитнички поставио према овом селу. Када су припадници ЗНГ заузели село, његова чета се повукла у село Корита. Управо тада, у једном извиђачком подухвату смртно је рањен. Борци којима је био надређен, ожалошћени због губитка вољеног команданта, извршили су јуриш на непријатељске положаје и том приликом су уз обостране губитке уништили јако непријатељско упориште.
Једна улица у Козарској Дубици данас носи његово име.